# Illamående
Illamående är en känsla av ett starkt obehag i huvudet och magtrakten och vanligen en vilja att kräkas. Det kommer ofta hand i hand med yrsel och en känsla av svaghet. Typiska orsaker till illamående är dålig mat, tryck mot buken, yrsel och väldigt påfrestande situationer med inslag av ångest.
Illamående beror också ofta på att balanssinnet överstimulerats. Det är därför mycket vanligt vid sjösjuka, eftersom den ständigt rullande rörelsen lätt kan bli för mycket för balanssinnet. Detta är ett av våra känsligaste sinnen och när detta störs kan kroppen tolka det som ett symtom på förgiftning och reagerar med att kräkas.
En annan vanlig orsak till illamående är biverkning av läkemedel.
Kost, fysisk eller psykisk ohälsa kan bidra till illamående. 